# Seans (film)
Seans – polski film obyczajowy z 1978 roku.

## Treść
Do małego miasteczka na prowincji, przyjeżdża młody docent i wygłasza wykład w tamtejszym Domu Kultury. Na wykład ten mobilizowana jest miejscowa młodzież, która jednak początkowo nie jest zbyt zainteresowana tematem. Jednak przemówienie wywołuje żywe reakcje u części słuchaczy, która uświadamia sobie bezsens dotychczasowej egzystencji.

## Obsada
- Jerzy Stuhr – Tomek Partyka, instruktor Domu Kultury
- Sławomira Łozińska – Wieśka
- Piotr Garlicki – docent Marcin Kisiel
- Marian Cebulski – kierownik Domu Kultury
- Maria Zając-Radwan – Maria
- Wiesław Wójcik – Wiesiek
- Tomasz Borkowy – Grzesiek
- Barbara Stuhr

Źródło: Filmpolski.pl.